# Eugênia Câmara
Eugênia Infante de la Câmara (Lisboa, 9 de abril de 1837 - Río de Janeiro, 28 de mayo de 1874) fue una actriz de teatro, poetisa, autora y traductora de piezas teatrales portuguesa.
Eugênia Cámara llegó a Río de Janeiro en 1859, siendo llevada por el artista y empresario Furtado Coelho, que, en determinada época fue su amante. Estrenó en la misma ciudad y el mismo año en el Ginásio Dramático.
En 1863 la compañía se transfirió para la ciudad de Recife y Eugênia se presentó en el Teatro Santa Isabel. En 1866, se hizo amante de Castro Alves. En 1867, vivió con el poeta en el poblado de Barro, y en mayo, la pareja vuelve para Bahía. En enero de 1868, Castro Alves y Eugênia embarcaron a Río de Janeiro, siendo recibidos por José de Alencar y visitados por Machado de Assis. A finales de 1868, después de desentendimentos, ellos se separaron; luego después, Castro Alves se hirió durante una cacería, y tiene el pie amputado. El último encuentro de los dos fue en 31 de octubre de 1869, en el Teatro Fênix Dramática.
En la película Vendaval Maravilloso, de 1949, Eugênia Câmara fue interpretada por la actriz y fadista Amália Rodrigues.